# Elezioni presidenziali negli Stati Uniti d'America del 1840
Le elezioni presidenziali negli Stati Uniti d'America del 1840 si tennero tra il 30 ottobre e il 2 dicembre 1840; furono la quattordicesima elezione quadriennale. Esse videro il presidente uscente Martin Van Buren, del Partito Democratico, cercare la riconferma, in un periodo di forte depressione economica, contro un Partito Whig per la prima volta unito dietro un singolo candidato, l'eroe della guerra di Tecumseh William Henry Harrison; in queste circostanze i Whig riuscirono a vincere nettamente.
Questa fu l'unica elezione in cui quattro candidati erano già stati presidenti o lo sarebbero divenuti; oltre all'uscente Van Buren, l'eletto Harrison, il vicepresidente John Tyler che sarebbe succeduto allo stesso Harrison dopo la morte di quest'ultimo ed infine James Knox Polk, che ricevette un voto dai grandi elettori in qualità di candidato alla vicepresidenza e che sarebbe succeduto a sua volta a Tyler.
Considerata l'alta affluenza alle urne e la percentuale di voto popolare ottenuta da Harrison, il 42,4% della popolazione in età di voto che lo scelse era la percentuale più alta nell'intera storia degli Stati Uniti d'America fino a quel momento. Il sessantasettenne Harrison fu il più vecchio presidente eletto fino alle elezioni presidenziali del 1980 vinte da Ronald Reagan, seguito da Donald Trump nelle elezioni presidenziali del 2016.
Harrison morì esattamente un mese dopo il suo insediamento e la presidenza di William Henry Harrison fu la più corta in assoluto, seguita dalla presidenza di James A. Garfield (sei mesi) e dalla presidenza di Zachary Taylor (sedici mesi). Prese il suo posto John Tyler, ed era la prima volta in cui un vice sostituiva il presidente deceduto; all'epoca nessuna legge delineava esattamente i dettagli della successione presidenziale ed il precedente imposto da Tyler di assumersi la carica durante l'intero mandato fu seguito come convenzione generale fino alla ratifica del XXV emendamento nel 1967.
La scelta di Tyler come vicepresidente si rivelò disastrosa per i Whig; pur avendo sostenuto convintamente Henry Clay alla Convention nazionale, era un ex democratico e un accesso sostenitore dei diritti di autonomia degli Stati federati, tra cui quello d'imporre l'istituto della schiavitù nel loro territorio. Il conflitto tra Tyler e il Congresso a maggioranza Whig bloccò l'azione governativa per tutta la durata della sua presidenza; nel settembre del 1841 il nuovo presidente fu addirittura espulso ufficialmente dal partito.
I Whig furono in grado di eleggere un solo altro presidente, Zachary Taylor alle elezioni presidenziali del 1848; ma anch'egli morì in carica dopo poco più di un anno. La conseguente presidenza di Millard Fillmore finì col distruggere definitivamente l'immagine del Partito; i Whig si dissolsero dopo le elezioni presidenziali del 1852.
L'ex presidente Van Buren tentò di riconquistare la nomina a candidato alle elezioni presidenziali del 1844, ma senza successo; nel 1848 riuscì invece ad ottenere la candidatura ufficiale sotto la bandiera del neonato Free Soil Party, venendo però sconfitto da Zachary Taylor.
Nella mappa dei risultati a lato il colore camoscio denota gli Stati vinti da Harrison/Tyler (19), il blu quelli vinti da Van Buren e da uno dei suoi tre compagni di corsa (7); i numeri indicano il numero di voti elettorali assegnati a ciascuno Stato.

## Nomination

### Democratici
| Candidato del Partito Democratico, 1840               |
| Martin Van Buren                                      |
| per Presidente                                        |
|                                                       |
| 8° Presidente degli Stati Uniti d'America (1837–1841) |
| Manifesto elettorale                                  |

### Whig
| Candidati del Partito Whig, 1840   |                                         |
| William Henry Harrison             | John Tyler                              |
| per Presidente                     | per Vice Presidente                     |
|                                    |                                         |
| Ex senatore per l'Ohio (1825–1828) | Ex senatore per la Virginia (1827–1836) |
| Manifesto elettorale               |                                         |

## Risultati
Harrison vinse grazie al sostegno dei coloni occidentali e dei banchieri orientali allo stesso tempo. L'estensione dell'impopolarità di Van Buren si dimostrò particolarmente evidente nella conquista Whig dello Stato di New York (residenza del neopresidente) e del Tennessee, dove lo stesso Andrew Jackson rientrò in campo per appoggiare il proprio ex vicepresidente.
Pochi statunitensi rimasero sorpresi dalla netta sconfitta di Van Buren nel computo del collegio elettorale, 234 a 60, ma molti furono stupefatti dai risultati del voto popolare; su 2.400.000 preferenze espresse, Van Buren ottenne solo 146.000 voti in meno dell'avversario. Date le circostanze era sorprendente che i Democratici avessero fatto così bene.
Delle 1.179 contee e città indipendenti che fornirono un risultato, Harrison ne vinse 699 (il 59,29%), mentre Van Buren 477 (il 40,46%); tre contee (lo 0,25%) nel Sud si divisero equamente tra i due contendenti.
La vittoria di Harrison lo portò alla presidenza dove però rimase pochissimo tempo; dopo aver tenuto il discorso di inaugurazione più lungo di tutti i tempi (circa 1 ora e 45 minuti di orazione con una temperatura esterna decisamente rigida) egli rimase in carica solo per un mese prima di morire di polmonite il 4 aprile del 1841.
Questa fu la prima elezione in cui un candidato conquistò più di un milione di voti popolari.
Fu anche l'ultima elezione in cui l'Indiana votò per i Whig; l'unica in cui i Whig vinsero nel Maine, in Michigan e nel Mississippi; l'ultima volta che il Mississippi votò contro i Democratici fino alle elezioni presidenziali del 1872, l'ultima in cui Indiana lo fece fino alle elezioni presidenziali del 1860 ed infine l'ultima in cui il Maine e il Michigan lo fecero fino alle elezioni presidenziali del 1856.
| Candidato              | Partito             | Voti      | % voti | Grandi Elettori | Candidato vicepresidenziale |
| ---------------------- | ------------------- | --------- | ------ | --------------- | --------------------------- |
| William Henry Harrison | Partito Whig        | 1.275.390 | 52,9%  | 234             | John Tyler                  |
| Martin Van Buren       | Partito Democratico | 1.128.854 | 46,8%  | 60              |                             |
| James Gillespie Birney | Liberty Party       | 6.797     | 0,3%   | 0               | Thomas Earle                |
| Altri                  |                     | 767       | 0,0%   | 0               |                             |
| Totale                 |                     | 2.411.808 | 100,0% | 294             |                             |

|           |           |  |       |       |
| --------- | --------- |  | ----- | ----- |
| Harrison  | Harrison  |  | 52,88 | 52,88 |
| Van Buren | Van Buren |  | 46,81 | 46,81 |
| Altri     | Altri     |  | 0,31  | 0,31  |

|           |           |  |       |       |
| --------- | --------- |  | ----- | ----- |
| Harrison  | Harrison  |  | 79,59 | 79,59 |
| Van Buren | Van Buren |  | 20,41 | 20,41 |

### Geografia dei risultati

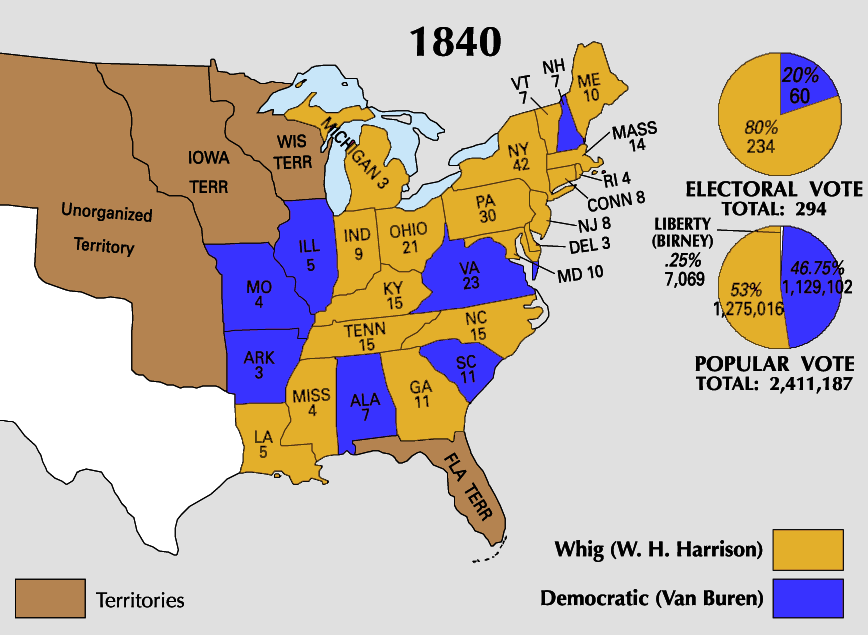
Mappa dei risultati per Stato

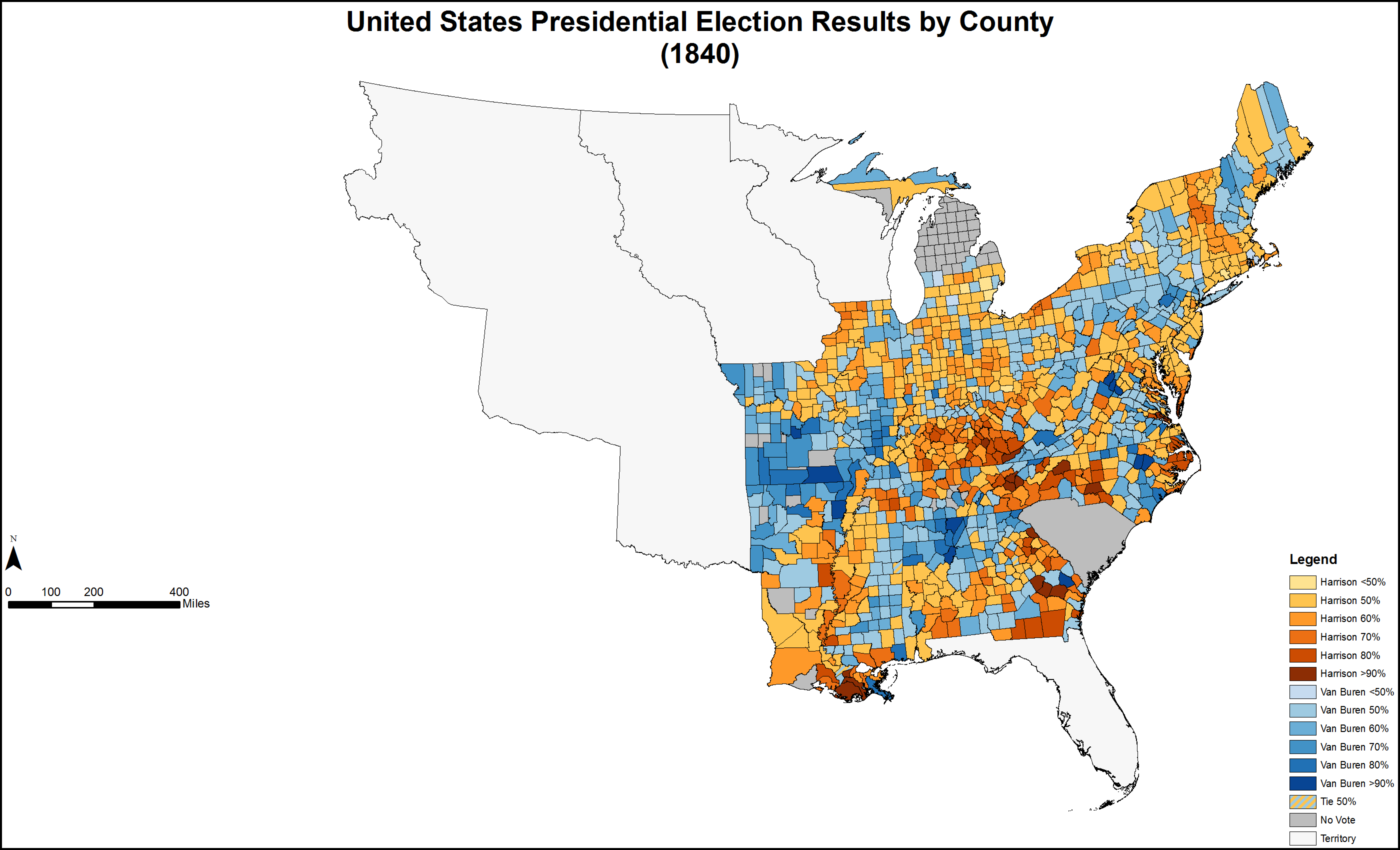
Mappa dei risultati per contea
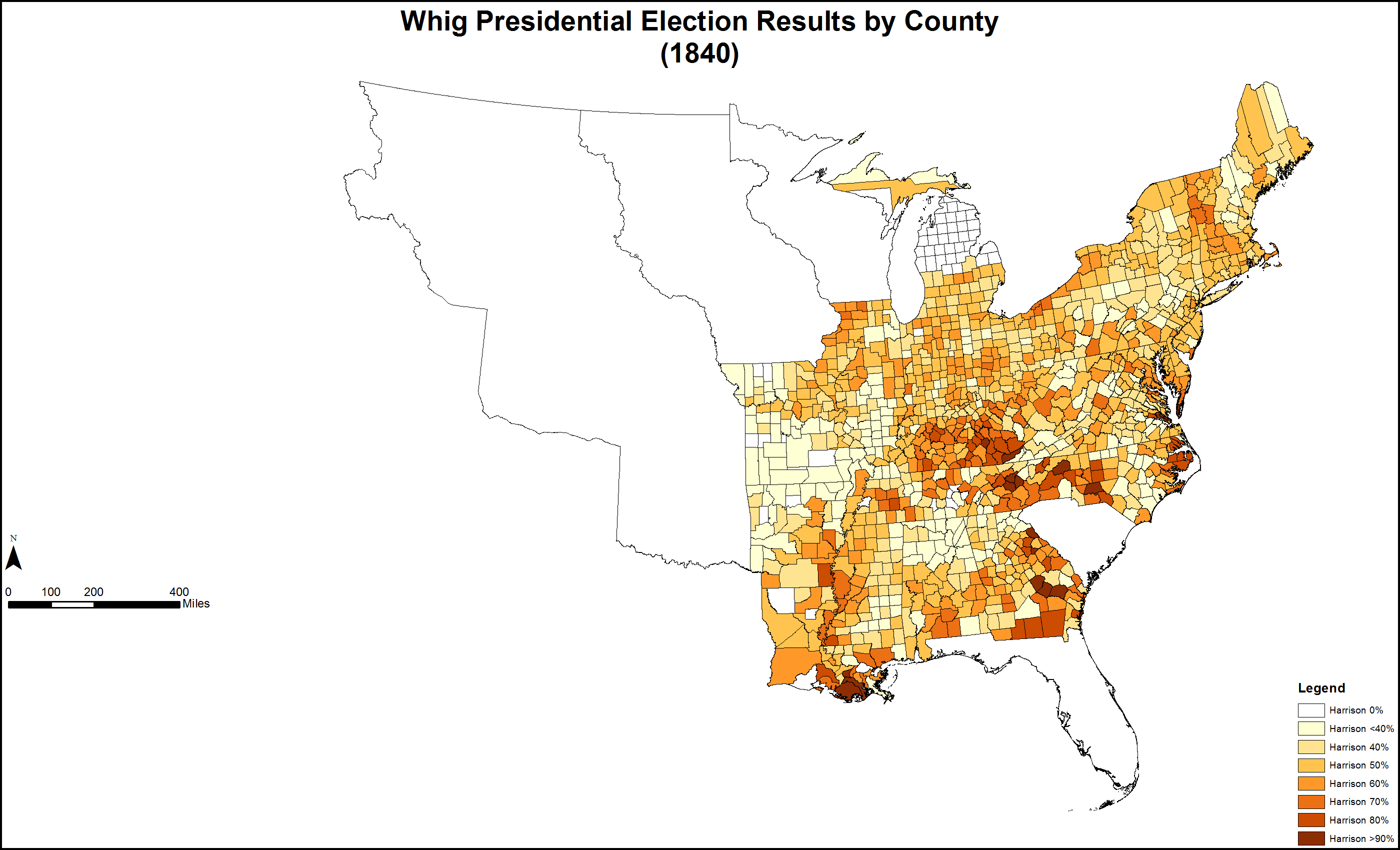
Mappa dei risultati Whig per contea
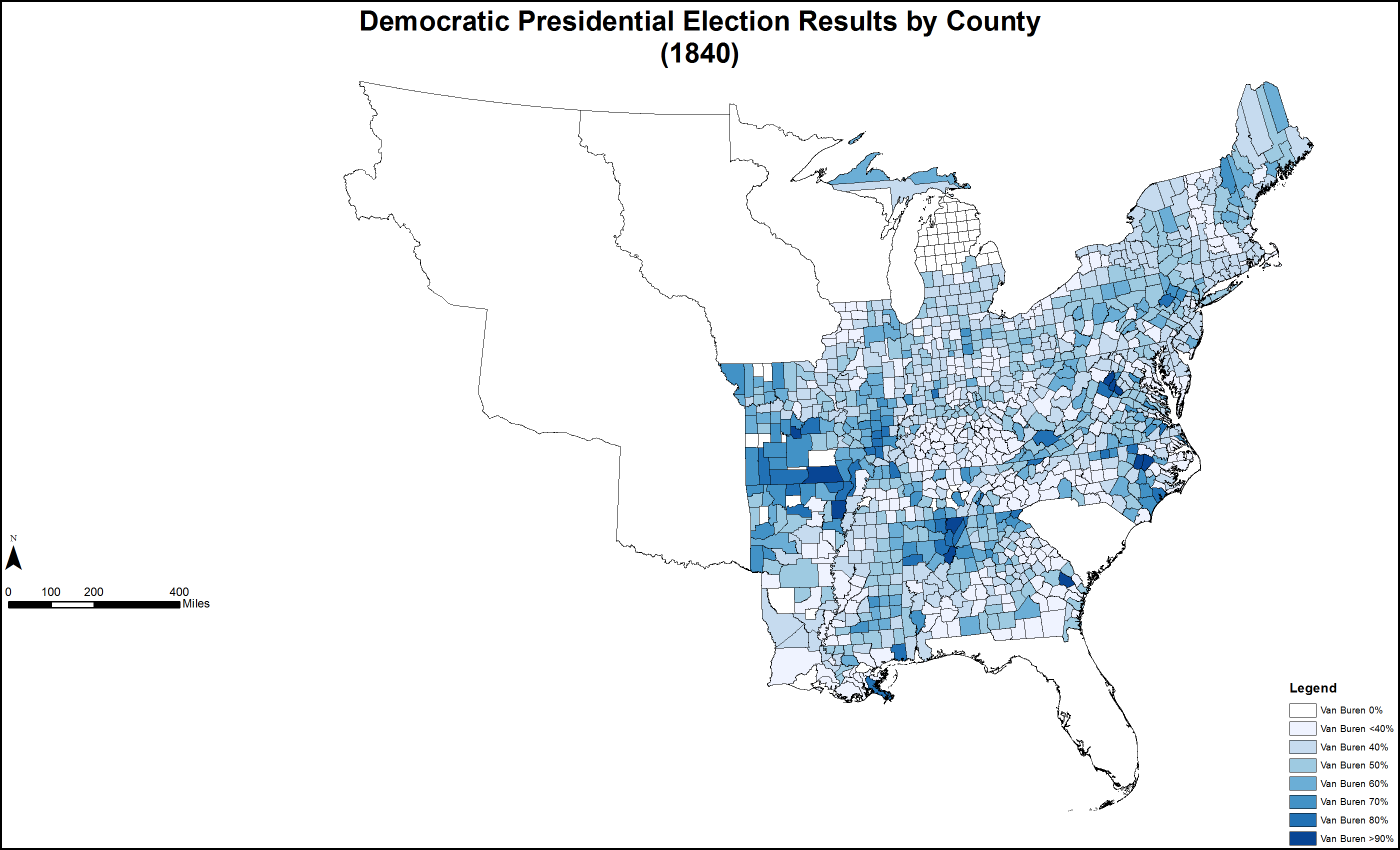
Mappa dei risultati Democratici per contea
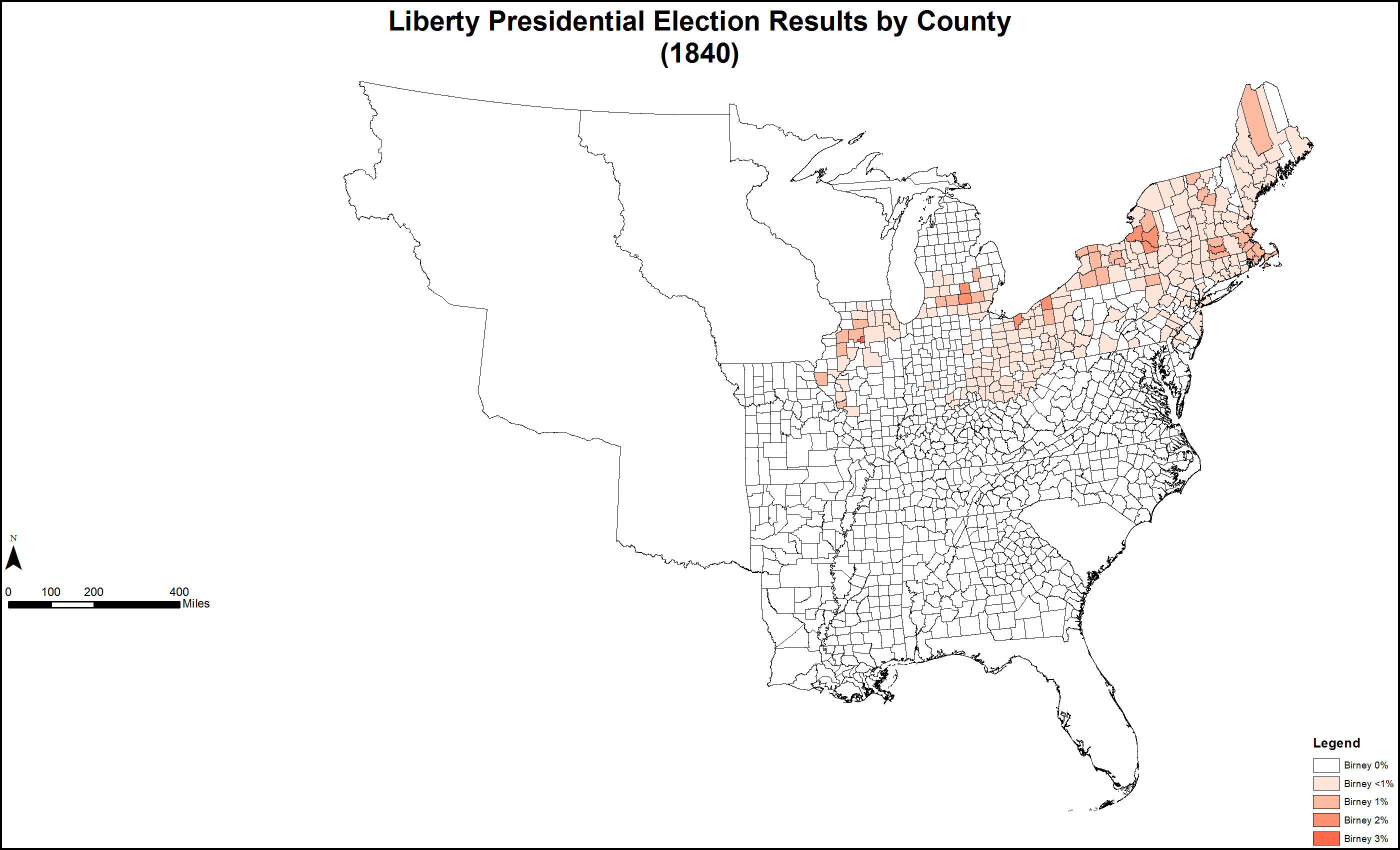
Mappa dei risultati del Liberty Party per contea
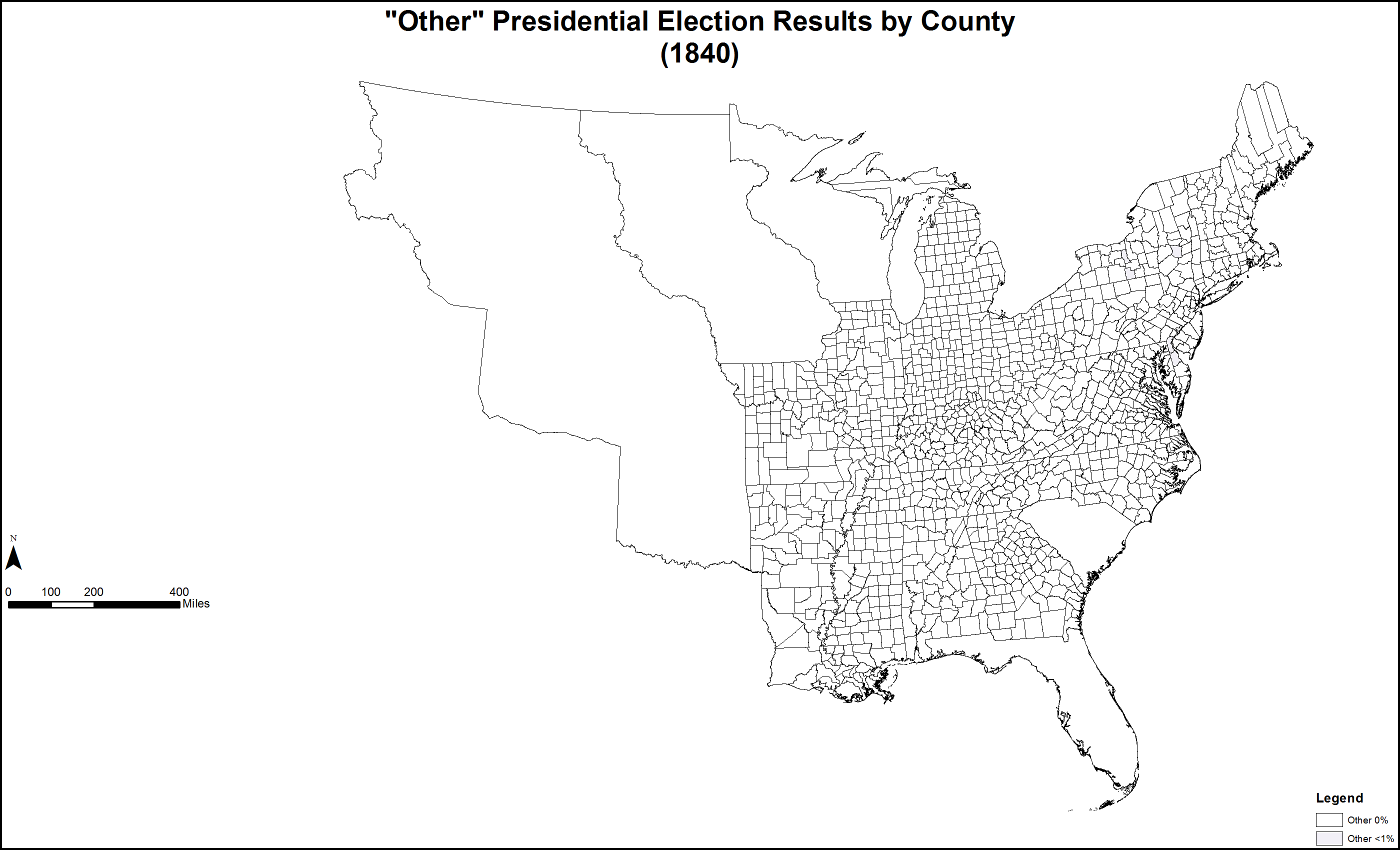
Mappa dei risultati di altri per contea
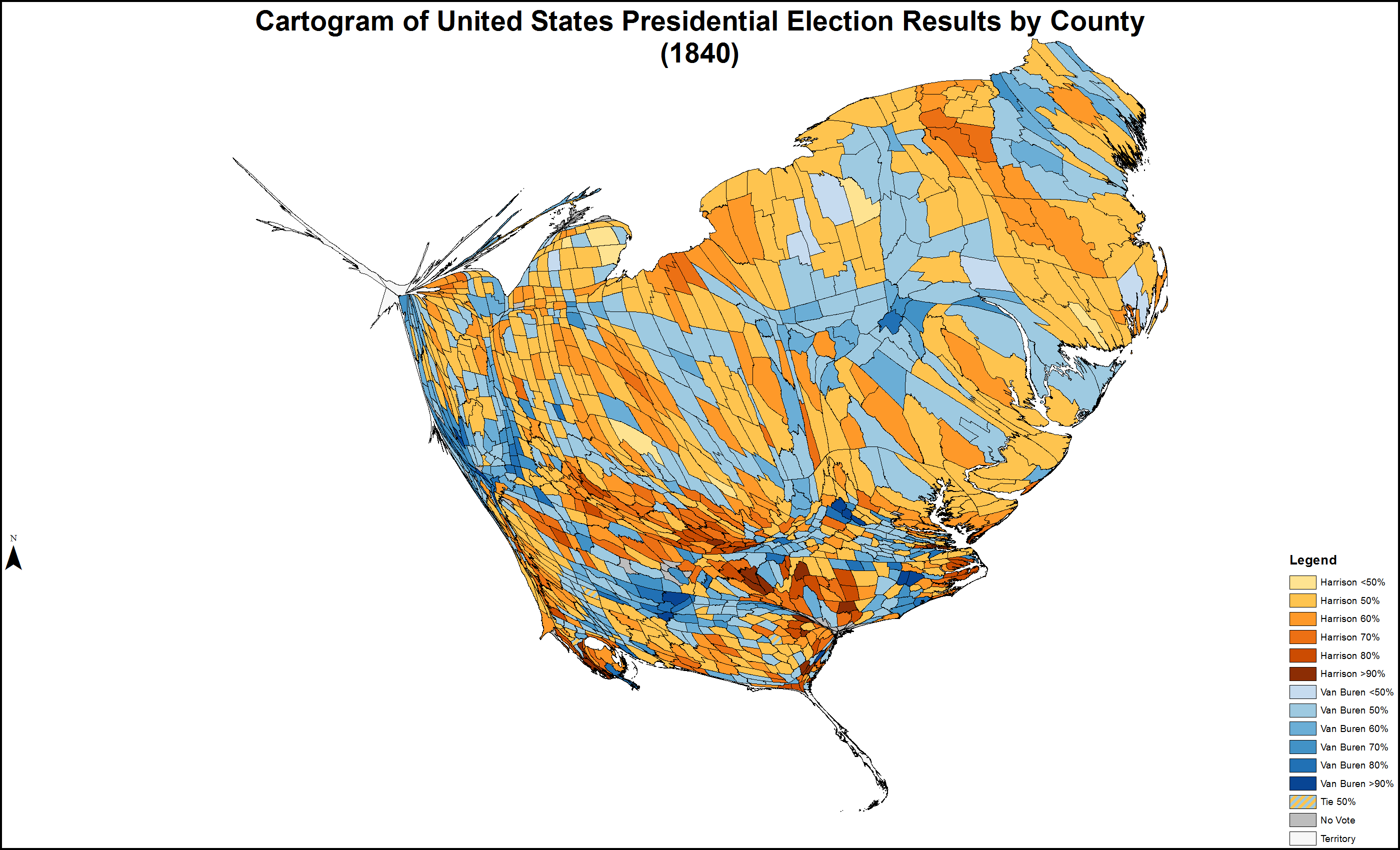
Cartogramma dei risultati per contea
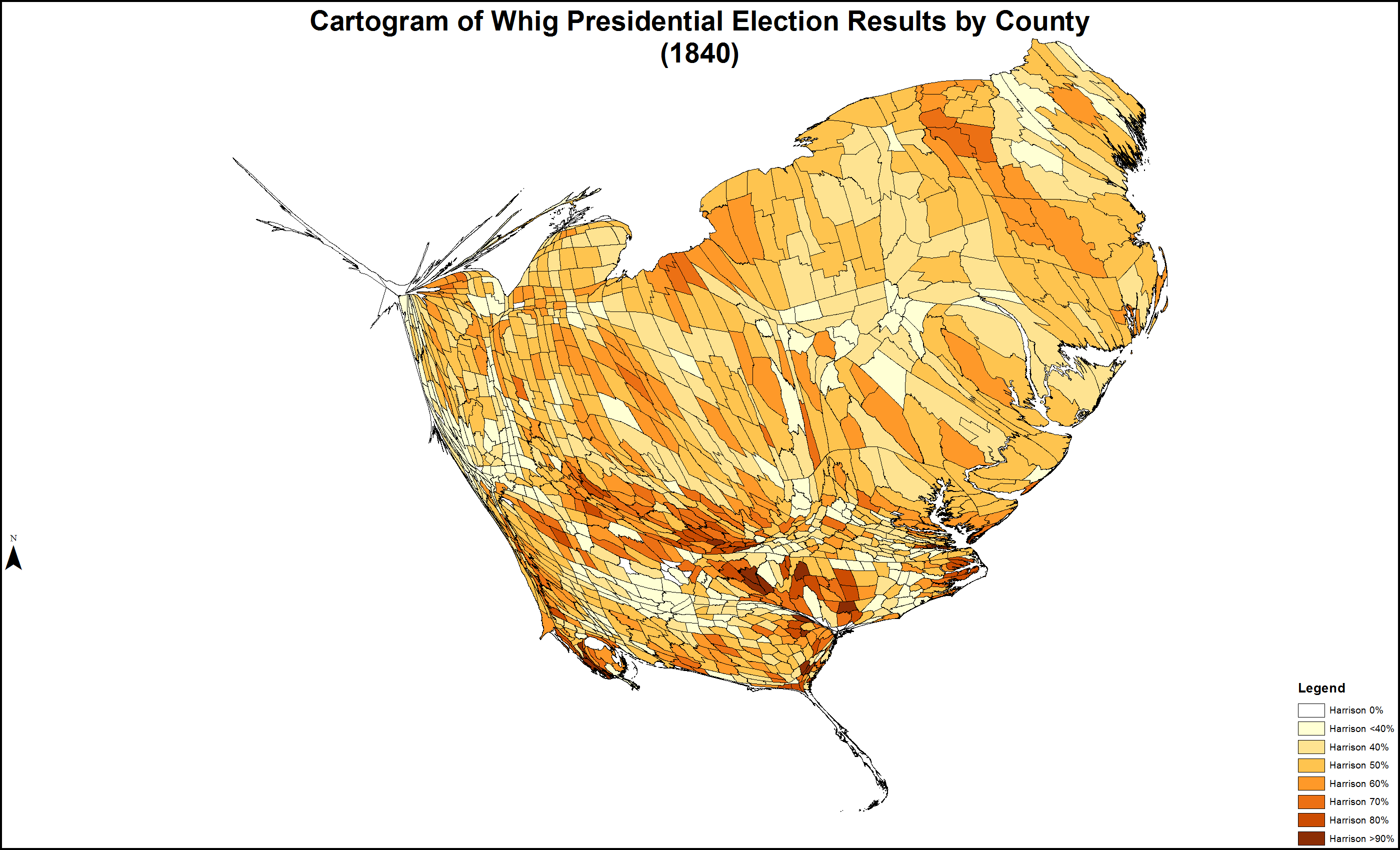
Cartogramma dei risultati Whig per contea
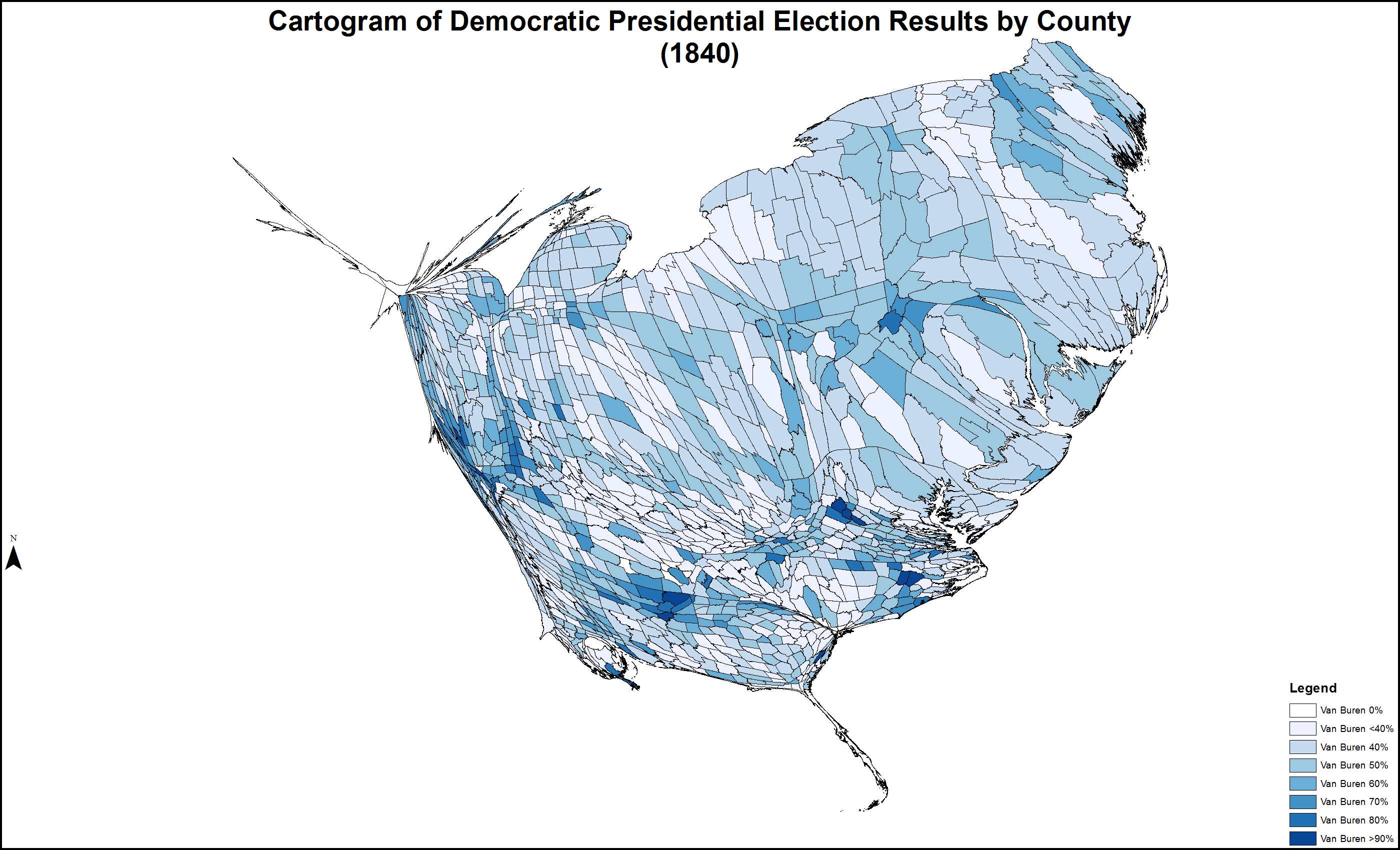
Cartogramma dei risultati Democratici per contea
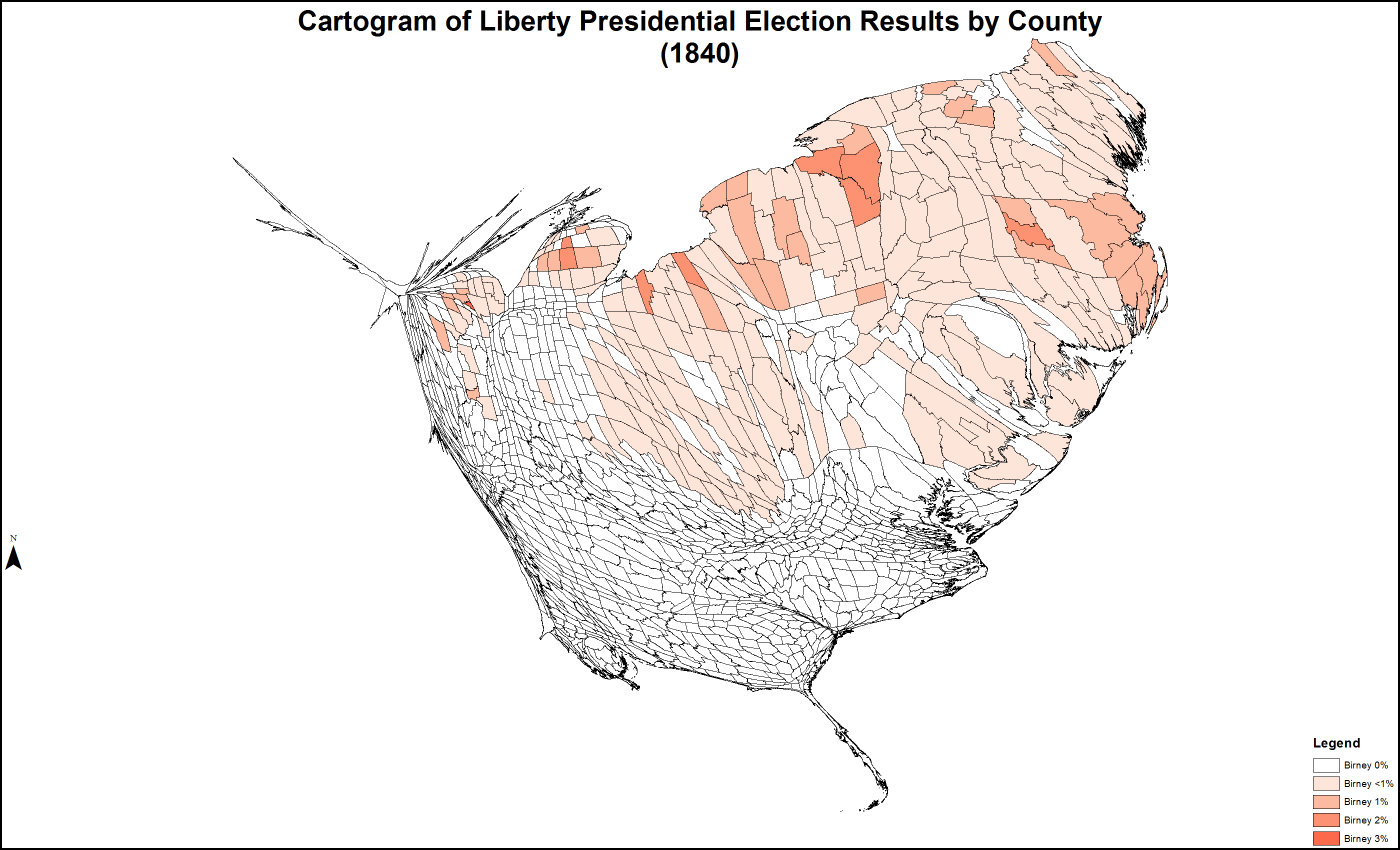
Cartogramma dei risultati del Liberty Party per contea
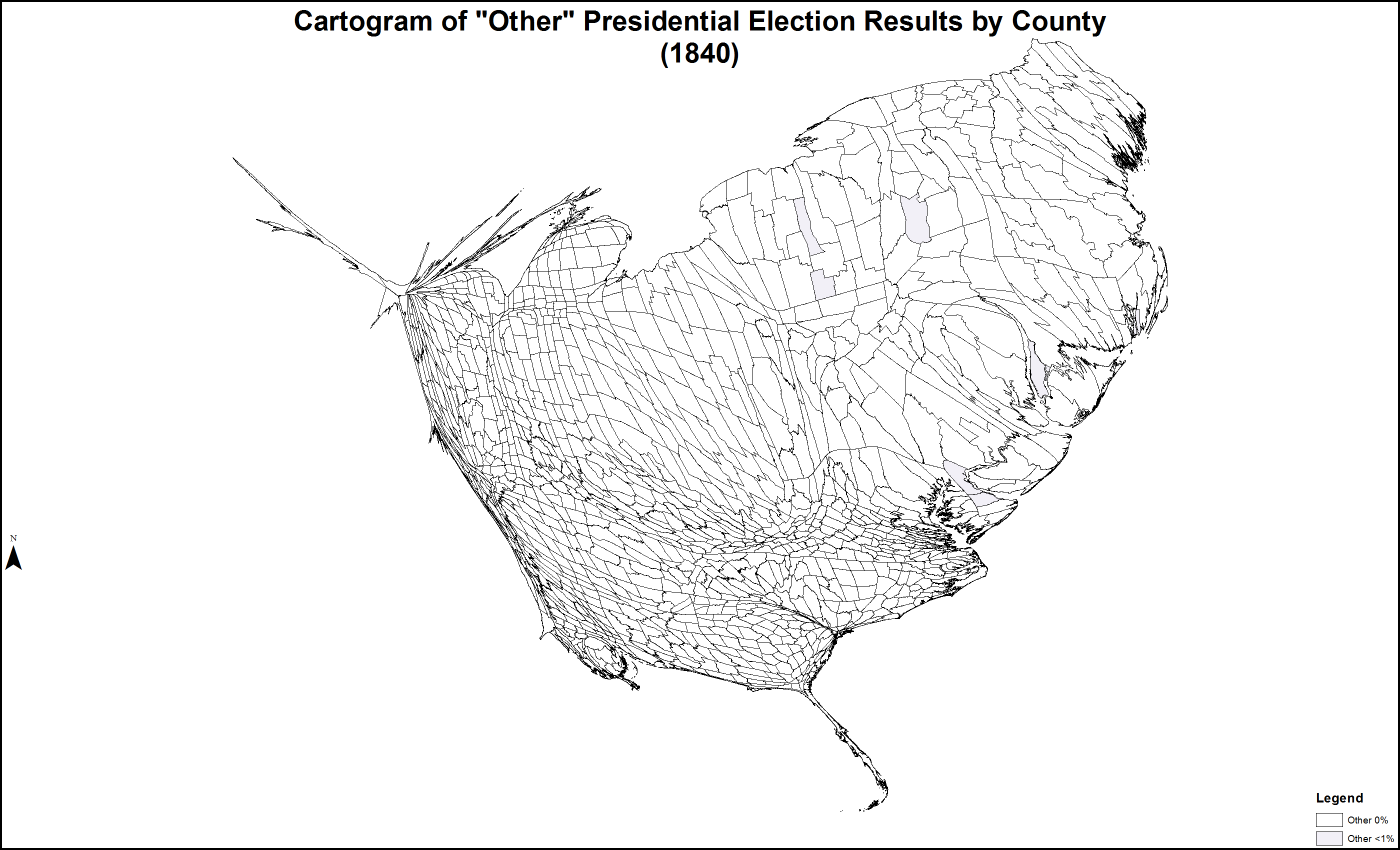
Cartogramma dei risultati di altri per contea

### Risultati per Stato
Fonte: Walter Dean Burnham.
| Stati vinti da Harrison/Tyler |                 |                             |                             |                             |                              |                              |                              |                               |                               |                               |              |              |  |  |  |  |
| Stati vinti da Van Buren      |                 |                             |                             |                             |                              |                              |                              |                               |                               |                               |              |              |  |  |  |  |
|                               |                 | William Henry Harrison Whig | William Henry Harrison Whig | William Henry Harrison Whig | Martin Van Buren Democratico | Martin Van Buren Democratico | Martin Van Buren Democratico | James G. Birney Liberty Party | James G. Birney Liberty Party | James G. Birney Liberty Party | Totale Stati | Totale Stati |  |  |  |  |
| Stato federato                | Voti elettorali | #                           | %                           | Voti elettorali             | #                            | %                            | Voti elettorali              | #                             | %                             | Voti elettorali               | #            |              |  |  |  |  |
| Alabama                       | 7               | 28.515                      | 45,62                       | -                           | 33.996                       | 54,38                        | 7                            | non presente                  | non presente                  | non presente                  | 62.511       | AL           |  |  |  |  |
| Arkansas                      | 3               | 5.160                       | 43,58                       | -                           | 6.679                        | 56,42                        | 3                            | non presente                  | non presente                  | non presente                  | 11.839       | AR           |  |  |  |  |
| Carolina del Nord             | 15              | 46.567                      | 57,68                       | 15                          | 34.168                       | 42,32                        | -                            | non presente                  | non presente                  | non presente                  | 80.735       | NC           |  |  |  |  |
| Carolina del Sud              | 11              | senza voto popolare         | senza voto popolare         | senza voto popolare         | senza voto popolare          | senza voto popolare          | 11                           | senza voto popolare           | senza voto popolare           | senza voto popolare           | -            | SC           |  |  |  |  |
| Connecticut                   | 8               | 31.598                      | 55,55                       | 8                           | 25.281                       | 44,45                        | -                            | non presente                  | non presente                  | non presente                  | 56.879       | CT           |  |  |  |  |
| Delaware                      | 3               | 5.967                       | 54,99                       | 3                           | 4.872                        | 44,89                        | -                            | non presente                  | non presente                  | non presente                  | 10.852       | DE           |  |  |  |  |
| Georgia                       | 11              | 40.339                      | 55,78                       | 11                          | 31.983                       | 44,22                        | -                            | non presente                  | non presente                  | non presente                  | 72.322       | GA           |  |  |  |  |
| Illinois                      | 5               | 45.574                      | 48,91                       | -                           | 47.441                       | 50,92                        | 5                            | 160                           | 0,17                          | -                             | 93.175       | IL           |  |  |  |  |
| Indiana                       | 9               | 65.302                      | 55,86                       | 9                           | 51.604                       | 44,14                        | -                            | non presente                  | non presente                  | non presente                  | 116.906      | IN           |  |  |  |  |
| Kentucky                      | 15              | 58.488                      | 64,20                       | 15                          | 32.616                       | 35,80                        | -                            | non presente                  | non presente                  | non presente                  | 116.865      | KY           |  |  |  |  |
| Louisiana                     | 5               | 11.296                      | 59,73                       | 5                           | 7.616                        | 40,27                        | -                            | non presente                  | non presente                  | non presente                  | 18.912       | LA           |  |  |  |  |
| Maine                         | 10              | 46.612                      | 50,23                       | 10                          | 46.190                       | 49,77                        | -                            | non presente                  | non presente                  | non presente                  | 92.802       | ME           |  |  |  |  |
| Maryland                      | 10              | 33.528                      | 53,83                       | 10                          | 28.752                       | 46,17                        | -                            | non presente                  | non presente                  | non presente                  | 62.280       | MD           |  |  |  |  |
| Massachusetts                 | 14              | 72.852                      | 57,44                       | 14                          | 52.355                       | 41,28                        | -                            | 1.618                         | 1,28                          | -                             | 126.825      | MA           |  |  |  |  |
| Michigan                      | 3               | 22.933                      | 51,71                       | 3                           | 21.096                       | 47,57                        | -                            | 321                           | 0,72                          | -                             | 44.350       | MI           |  |  |  |  |
| Mississippi                   | 4               | 19.515                      | 53,43                       | 4                           | 17.010                       | 46,57                        | -                            | non presente                  | non presente                  | non presente                  | 36.525       | MS           |  |  |  |  |
| Missouri                      | 4               | 22.954                      | 43,37                       | -                           | 29.969                       | 56,63                        | 4                            | non presente                  | non presente                  | non presente                  | 52.923       | MO           |  |  |  |  |
| New Hampshire                 | 7               | 26.310                      | 43,88                       | -                           | 32.774                       | 54,66                        | 7                            | 872                           | 1,45                          | -                             | 59.956       | NH           |  |  |  |  |
| New Jersey                    | 8               | 33.351                      | 51,74                       | 8                           | 31.034                       | 48,15                        | -                            | 69                            | 0,11                          | -                             | 64.454       | NJ           |  |  |  |  |
| New York                      | 42              | 226.001                     | 51,18                       | 42                          | 212.733                      | 48,18                        | -                            | 2.809                         | 0,64                          | -                             | 441.543      | NY           |  |  |  |  |
| Ohio                          | 21              | 148.157                     | 54,10                       | 21                          | 124.782                      | 45,57                        | -                            | 903                           | 0,33                          | -                             | 273.842      | OH           |  |  |  |  |
| Pennsylvania                  | 30              | 144.010                     | 50,00                       | 30                          | 143.676                      | 49,88                        | -                            | 340                           | 0,12                          | -                             | 288.026      | PA           |  |  |  |  |
| Rhode Island                  | 4               | 5.278                       | 61,22                       | 4                           | 3.301                        | 38,29                        | -                            | 42                            | 0,49                          | -                             | 8.621        | RI           |  |  |  |  |
| Tennessee                     | 15              | 60.194                      | 55,66                       | 15                          | 47.951                       | 44,34                        | -                            | non presente                  | non presente                  | non presente                  | 108.145      | TN           |  |  |  |  |
| Vermont                       | 7               | 32.445                      | 63,90                       | 7                           | 18.009                       | 35,47                        | -                            | 319                           | 0,63                          | -                             | 50.773       | VT           |  |  |  |  |
| Virginia                      | 23              | 42.637                      | 49,35                       | -                           | 43.757                       | 50,65                        | 23                           | non presente                  | non presente                  | non presente                  | 86.394       | VA           |  |  |  |  |
| Stati Uniti:                  | 294             | 1.275.583                   | 52,87                       | 234                         | 1.129.645                    | 46,82                        | 60                           | 7.453                         | 0,31                          | -                             | 2.412.694    | US           |  |  |  |  |
| MAGGIORANZA GRANDI ELETTORI:  | 148             |                             |                             |                             |                              |                              |                              |                               |                               |                               |              |              |  |  |  |  |